# Elitserien i baseboll 1972
Elitserien i baseboll 1972 var den för 1972 års säsong högsta serien i baseboll i Sverige. Serien korade ingen officiell svensk mästare, segraren blev dock riksmästare. Totalt deltog 7 lag i serien, där alla lag spelade mot varandra två gånger vilket gav totalt tolv omgångar.
| Nr | Lag                    | Matcher | Vunna | Förlorade | Vinstprocent |
| -- | ---------------------- | ------- | ----- | --------- | ------------ |
| 1  | Leksand                | 12      | 11    | 1         | 0.917        |
| 2  | Bagarmossen            | 12      | 10    | 2         | 0.833        |
| 3  | Obnok                  | 12      | 9     | 3         | 0.750        |
| 4  | Leksand-71             | 12      | 6     | 6         | 0.500        |
| 5  | BK Strike              | 12      | 4     | 8         | 0.333        |
| 6  | Amerikanska Ambassaden | 12      | 2     | 10        | 0.167        |
| 7  | Skarpnäck              | 12      | 0     | 12        | 0.000        |

### Webbkällor
- Svenska Baseboll- och Softbollförbundet, Elitserien 1963-